# Rabo de Peixe (televisieserie)
Rabo de Peixe is een Portugese drama televisieserie gemaakt en geschreven door Augusto Fraga, geproduceerd door UKBAR Filmes en geregisseerd door Tiago Guedes.
De serie ging op 26 mei 2023 in première op het streamingplatform Netflix, de serie bereikte op 29 mei 2023 de 10e plaats in de wereld topviews van Netflix en op 30 mei 2023 de 7e plaats in de Top 10 in 33 landen.

## Synopsis
Het verhaal speelt zich af in het Azoriaanse dorpje Rabo de Peixe, wanneer een ton cocaïne aan land komt, waardoor het leven van de inwoners volledig verandert. Eduardo, een jonge visser, en zijn vrienden beginnen de cocaïne te verkopen. Maar een ton cocaïne blijft niet onopgemerkt en onze hoofdrolspelers krijgen te maken met de eigenaars van deze drug, de politie en een reeks onvoorspelbare personages in een gevaarlijk avontuur waar geen weg terug is.

## Waargebeurd
Rabo de Peixe (Turn of the Tide in het Engels) is losjes gebaseerd op een waargebeurd verhaal. In 2001 spoelde er daadwerkelijk een fikse hoeveelheid cocaïne aan in Rabo de Peixe, Azoren. Veel dorpsbewoners besloten eens te experimenteren met de drugs. Omdat zij niet al te veel gewend waren en de coke heel puur was, belandde een aanzienlijk deel van hen in het ziekenhuis met een overdosis, enkele andere stierven zelfs. Weer anderen verkochten het spul voor 25 euro per vol bierglas. Een koopje. Helaas heeft de affaire zijn sporen nagelaten, veel inwoners van Rabo de Peixe zijn nog altijd verslaafd.

## Cast

### Hoofdcast
- José Condessa: Eduardo
- Helena Caldeira: Sílvia
- André Leitão: Carlos
- Rodrigo Tomás: Rafael
- Maria João Bastos: Inspecteur
- Albano Jerónimo: Arruba
- Afonso Pimentel: Ian
- Kelly Bailey: Bruna
- Pêpê Rapazote: Oom Joe
- Francesco Acquaroli: Monti
- Adriano Carvalho: Jeremiah
- Marcantonio Del Carlo: Francesco Bonino

## Episodes
1. Storm
2. Vraag en aanbod
3. De aarde beeft
4. Loslippig
5. Niemand ontsnapt van een eiland
6. Kalmte voor de storm
7. Dit is niet Amerika